# Maria Amalia van Oostenrijk (1701-1745)
Maria Amalia Josefa Anna (Hofburg, Wenen, 22 oktober 1701 — München, 11 december 1756) was aartshertogin van Oostenrijk, keurvorstin van Beieren en keizerin van het Heilige Roomse Rijk. Ze was de jongste dochter van keizer Jozef I en Amalia Wilhelmina van Brunswijk-Lüneburg.

Maria Amalia was klein, zelfverzekerd, plezierig en hield van jagen en haar honden. In 1717 ontmoette ze haar toekomstige echtgenoot.
Op 5 oktober 1722 huwde zij te Wenen met prins Karel Albert van Beieren (1697-1745), die later als Karel VII keizer werd. Zij kregen zeven kinderen:
- Maximiliane Maria (12 april 1723), overleed dezelfde dag
- Maria Antonia (1724–1780; ∞ (1747) prins Frederik Christiaan van Saksen (1722–1763)
- Theresia Benedicte (München, 6 december 1725 – 29 maart 1745)
- Maximiliaan Jozef (1727–1777), keurvorst van Beieren
- Jozef Lodewijk Leopold (Nymphenburg, 25 augustus 1728 – München, 2 december 1733)
- Maria Anna Josepha (1734–1776); ∞ (1755) markgraaf Lodewijk George Simpert van Baden-Baden (1702–1761)
- Maria Josepha (1739–1767); ∞ (1765) keizer Jozef II (1741-1790).